# Lago Attabad
El lago Attabad (o lago Hunza) es un lago del valle de Hunza, ubicado en Gilgit-Baltistán, Pakistán. El lago se creó el 4 de enero de 2010 debido a un deslizamiento de tierras que mató a veinte personas y bloqueó el curso del río Hunza durante cinco meses. Este deslizamiento afectó a la localidad de Attabad y supuso la inundación permanente de 19 km de la carretera del Karakórum, que quedaron sumergidos. Durante la primera semana de junio de 2010 el lago alcanzó una longitud de 21 km y unos 100 metros de profundidad. Hacia el 4 de junio el caudal en la desembocadura del lago se incrementó a 100 m³/s.
En septiembre de 2015 se inauguró el nuevo trazado de la carretera de Karakórum.